# Chiesa di San Pietro in Vincoli (L'Escarène)
La chiesa di San Pietro in Vincoli (Église Saint-Pierre-ès-Liens in francese) è un edificio di culto cattolico situato in place Carnot a L'Escarène, comune del dipartimento francese delle Alpi Marittime. È stata iscritta al registro dei monumenti storici di Francia il 28 dicembre 1978.

## Storia
Una chiesa dedicata a San Pietro a Scarena risulta menzionata per la prima volta in un documento datato 23 giugno 1037. Nel 1075 fu donata, insieme ad altre chiese della zona, dai figli del signore di Nizza all'abbazia di San Ponzio.
Nel 1627 iniziarono i primi lavori di ricostruzione dell'edificio, interamente finanziati dalla comunità locale. Il progetto fu affidato all'ingegnere ducale Giovanni Andrea Guibert. La maggior parte dei lavori venne tuttavia realizzata nel periodo compreso tra il 1645 ed il 1656, anno in cui la chiesa poteva dirsi ultimata.

## Descrizione
La chiesa di San Pietro in Vincoli presenta una facciata barocca suddivisa in due ordini affiancata a sinistra dalla cappella di Santa Maria Assunta, o dei Penitenti Neri, e a destra dalla Cappella di Santa Croce, o dei Penitenti Bianchi.
All'interno, che presenta una navata unica, vi è un organo realizzato dai fratelli Grinda nel 1791.